# Nāḩiyat an Nabk
Nāḩiyat an Nabk (arabiska: ناحية النبك, ناحية مركز النبك) är ett subdistrikt i Syrien.   Det ligger i provinsen Rif Dimashq, i den sydvästra delen av landet, 70 km nordost om huvudstaden Damaskus.
Trakten runt Nāḩiyat an Nabk är ofruktbar med lite eller ingen växtlighet. Runt Nāḩiyat an Nabk är det ganska tätbefolkat, med 75 invånare per kvadratkilometer.